# 弦楽四重奏曲第4番 (シュニトケ)
弦楽四重奏曲第4番は、ロシアの作曲家アルフレート・シュニトケが1989年に作曲した弦楽四重奏曲である。

## 作曲の経緯
作品はアルバン・ベルク弦楽四重奏団のために作曲された。

## 楽曲構成
作品は全5楽章からなる。最初の3つの楽章は切れ目なく演奏される。
- 第1楽章 レント
- 第2楽章 アレグロ
- 第3楽章 レント
- 第4楽章 ヴィヴァーチェ
- 第5楽章 レント